# Kopa
Il Kopa (1.360 m s.l.m.) è una montagna delle Prealpi Slovene occidentali. Si trova in Slovenia e domina da nord la cittadina di Circhina (Cerkno).

## Descrizione

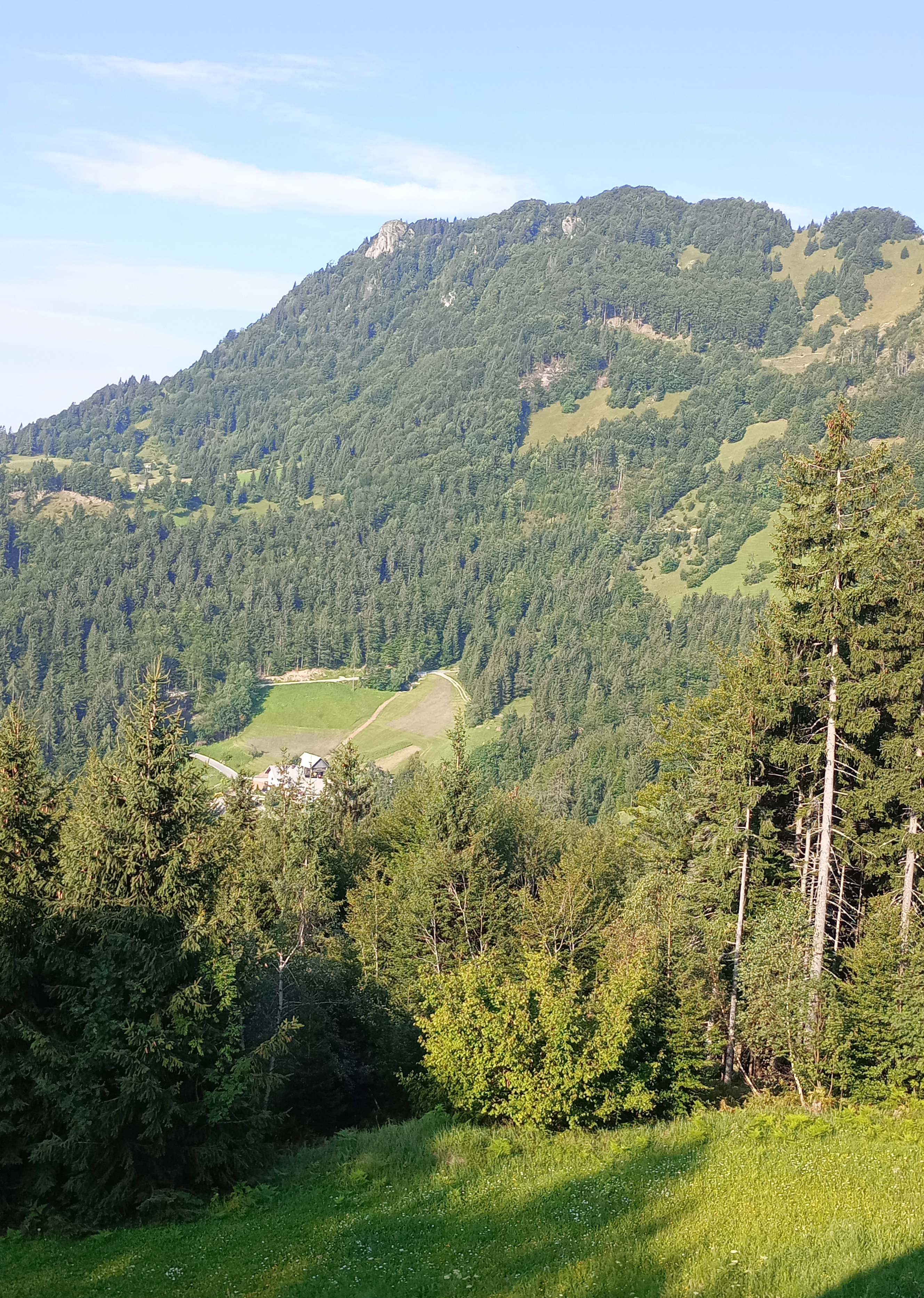
Vista dalla valle del Cerknico

La montagna si trova lungo lo spartiacque tra il bacino del torrente Cerknico (a sud, nel bacino dell'Idria) e quello della Sora (a nord, affluente della Sava).
Lo spartiacque procede verso nord-ovest in direzione del Porezen, la più alta cima delle Prealpi slovene, mentre verso est una sella a poco più di mille metri di quota la separa dal Črni Vrh (1288 m, raggiunto da alcuni impianti di risalita) e dal Blegoš (1562 m). A breve distanza dalla cima si trova un belvedere naturale che offre uno spettacolare panorama verso sud.

## Accesso alla vetta
La salita alla vetta, che non presenta passaggi impegnativi, può essere effettuata in poco più di un'ora di cammino per un sentiero segnalato che parte dalla sella di Raspet, a sua volta raggiungibile in auto da Davča, Železniki, o da Novaki (Cerkno).

## Bibliografia

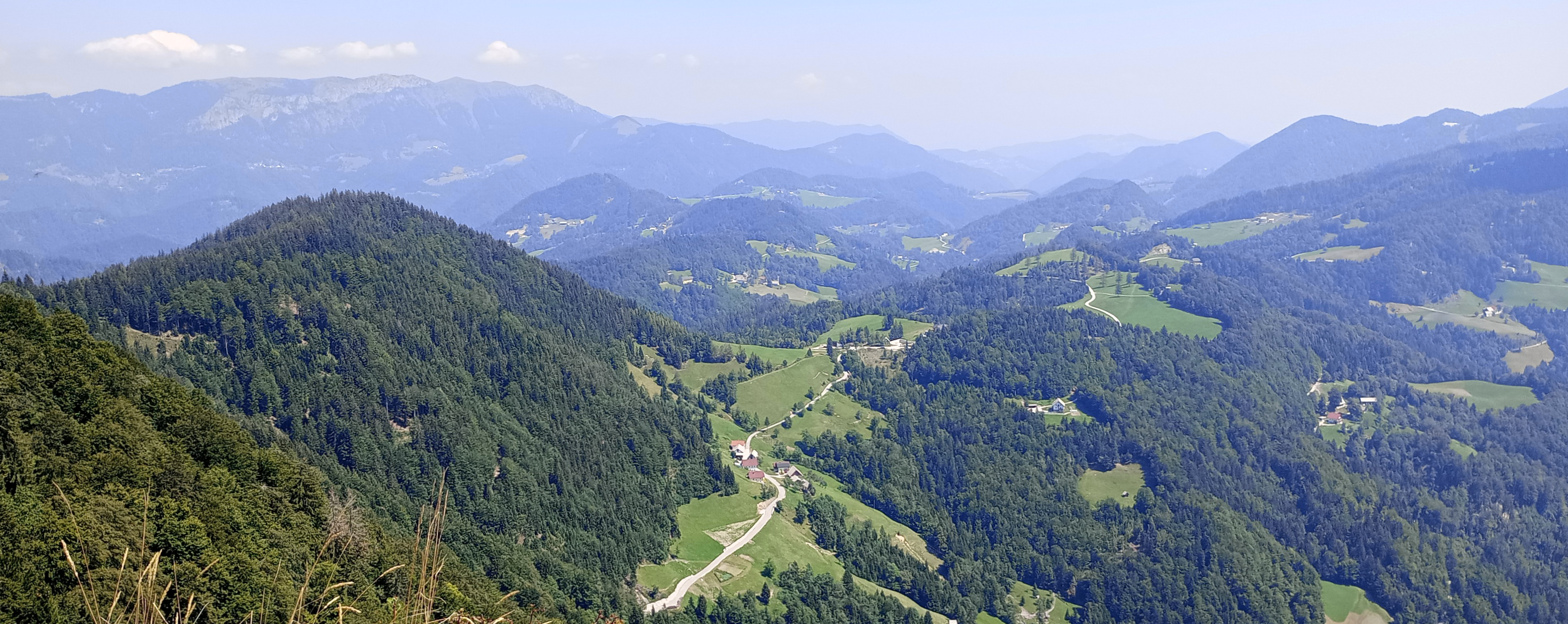
Vista verso sud-est